# Libnotes (Libnotes) vitiana
Libnotes (Libnotes) vitiana is een tweevleugelige uit de familie steltmuggen (Limoniidae). De soort komt voor in het Australaziatisch gebied.